# Châteaudun
Châteaudun là một xã trong tỉnh Eure-et-Loir, thuộc vùng hành chính Centre-Val de Loire của nước Pháp, có dân số là 14.543 người (thời điểm 1999).

## Nhân khẩu học
| 1962  | 1968  | 1975  | 1982  | 1990  | 1999  |
| ----- | ----- | ----- | ----- | ----- | ----- |
| 11982 | 14450 | 15338 | 15319 | 14511 | 14543 |